# Ли Сан Хэ
Ли Сан Хэ (кор. 이산해?, 李山海?; 20 июля 1539, Ханян — 23 августа 1609, Ханян) — корейский поэт эпохи Чосон, политик, писатель. Премьер-министр[уточнить] (1590~1591, 1592, 1599~1602), имел прозвище «А Ге» (아계).

## Книги
- 아계집
- 아계유고